# Heteribalia subtilis
Heteribalia subtilis är en stekelart som först beskrevs av Maa 1949.  Heteribalia subtilis ingår i släktet Heteribalia och familjen skärknivsteklar. Inga underarter finns listade i Catalogue of Life.